# Editor di livelli

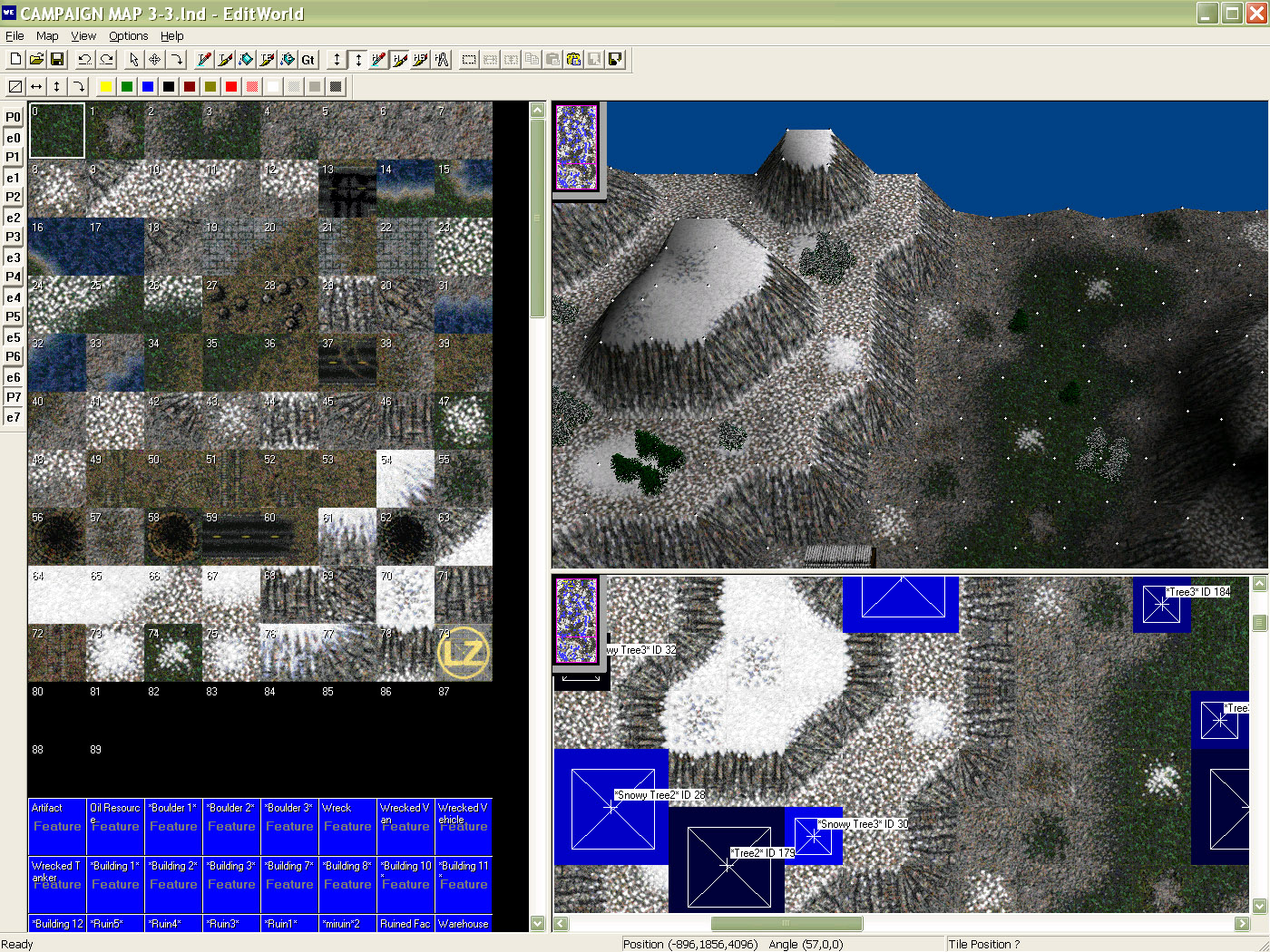
Schermata dell'editor di Warzone 2100

Un editor di livelli (in inglese level editor) è un software che permette di creare o modificare livelli, scenari o mappe per videogiochi tramite un'apposita interfaccia. Possono essere creati da fan oppure pubblicati ufficialmente dall'autore del gioco, spesso inclusi con il gioco stesso.
I game designer professionali utilizzano editor creati dalle aziende stesse nello sviluppo dei videogiochi, per facilitare la composizione di livelli, grafica ed effetti sonori. Questi stessi editor a volte vengono successivamente adattati per poter essere utilizzati da utenti esterni, anche semplici giocatori, e pubblicati come prodotti a sé stanti o come parte del videogioco.
Già presenti in alcuni videogiochi dei primi anni ottanta, ad esempio Magic Mushrooms della Acornsoft, gli editor si sono evoluti da semplici ambienti per la creazione di livelli di gioco, come ad esempio percorsi per i videogiochi a piattaforme, fino a complessi sistemi per la creazione di ambientazioni, nuovi elementi come armi e armature, nuove grafiche tridimensionali, sequenze di intermezzo, comprensivi di script per la programmazione di eventi e relazioni causa-effetto. Un editor di livelli può anche arrivare a consentire il modding.
Gli editor sono sempre più orientati alla facile usabilità da parte di utenti con diversi livelli di esperienza, dai novizi che si limitano a disporre elementi predefiniti, ai più esperti che modificano e introducono nuovi elementi nel gioco. Caratteristiche tipiche degli editor sono la filosofia WYSIWYG, la possibilità di inserire e spostare oggetti nello scenario tramite drag and drop, e complessi menù per accedere alle funzioni avanzate.
Sebbene un tempo fosse una caratteristica originale e insolita, la pubblicazione di un editor di livelli ufficiale è ormai divenuta una prassi comune. La pubblicazione di un efficace editor rappresenta un vantaggio indiretto per il produttore stesso, dato che i giocatori creeranno e diffonderanno molti più livelli di quelli originariamente disponibili, aumentando la longevità e la vita commerciale del videogioco.
Esistono anche titoli nei quali l'editor, molto flessibile e in grado di ridefinire praticamente tutto il gioco, rappresenta il suo principale punto di interesse; questi vengono a volte definiti construction set e considerati alla stregua di un genere. Il capostipite di questa categoria è Pinball Construction Set del 1983. Caratteristica fondamentale dei construction set è la semplicità di utilizzo e l'immediatezza, mentre quando il software è complesso e richiede una certa conoscenza della programmazione, si tratta piuttosto di un vero e proprio ambiente di sviluppo.